# آغازشکم‌پایان
آغازشکم‌پایان (Eogastropoda) نام دسته‌ای از شکم‌پایان بود که سابقاً در آرایه‌شناسی جانوران از آن استفاده می‌شد. آغازشکم‌پایان به عنوان زیرراسته‌ای از شکم‌پایان به‌شمار می‌آمدند و این زیرراسته را «پاندر» و «لیندبرگ» در سال ۱۹۹۷ تأسیس کردند.
آغازشکم‌پایان به همراه راست‌شکم‌پایان دو زیرراسته اصلی شکم‌پایان (حلزون‌ها) به‌شمار می‌آمدند.
در این دسته‌بندی، جانداران آغازشکم‌پایا از راست‌شکم‌پایان ابتدایی‌تر بودند. آغازشکم‌پایان تمامی خاره‌چسب‌های حقیقی را شامل می‌شد.